# یوئنی
یوئنی (ویلزی: Ewenni) یک منطقهٔ مسکونی در بریتانیا است که در ویل آو گلامورگن، ولز واقع شده‌است. یوئنی ۷۶۸ نفر جمعیت دارد.